# ReArm Europe

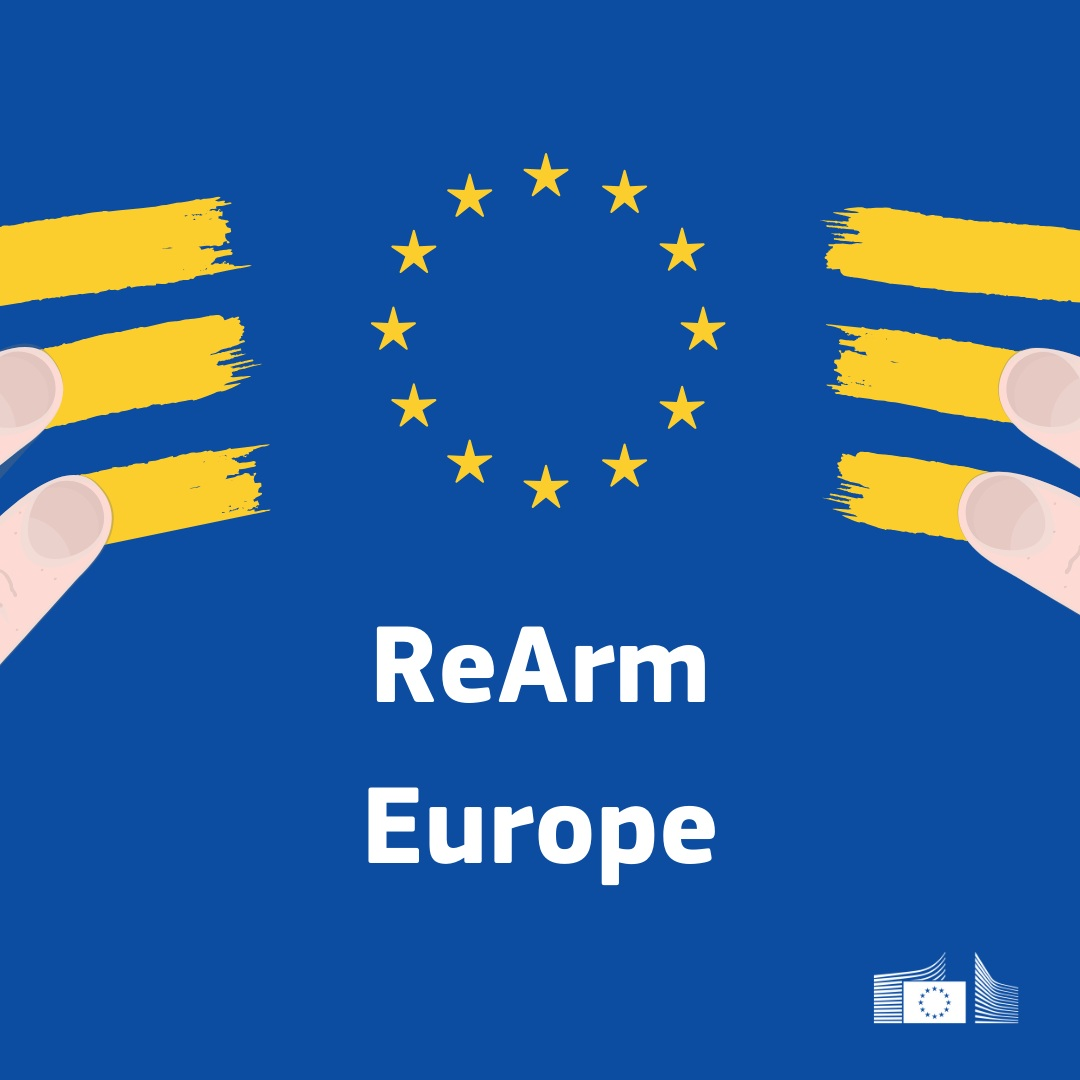
Logo del piano ReArm Europe

ReArm Europe (lett. "Riarmare l'Europa"), chiamato anche Rearm EU o Readiness 2030, è un piano di difesa militare comunitario proposto dalla presidente della Commissione europea Ursula von der Leyen il 4 marzo 2025 e volto a rafforzare le capacità militari dell'Unione europea.
Il piano, che è stato presentato attraverso una lettera inviata ai leader europei in vista della riunione del Consiglio europeo del 6 marzo 2025, ha l'obiettivo di investire fino a 800 miliardi di euro per rafforzare l'infrastruttura di difesa europea in risposta alle minacce geopolitiche dovute in particolare alla guerra in Ucraina e alle incertezze sul sostegno militare degli Stati Uniti d'America. È stato poi approvato dal parlamento europeo il 12 marzo.

## Contesto
Annunciato in un contesto di crescenti preoccupazioni in materia di sicurezza, il piano affronta la necessità dell’Europa di ridurre la dipendenza dagli alleati esterni, in particolare a seguito della sospensione degli aiuti militari all’Ucraina da parte degli Stati Uniti.
In seguito alla rielezione del presidente americano Donald Trump e a riunioni tenutesi a inizio 2025, tra cui il vertice di Londra sull'Ucraina, le capitali europee hanno manifestato la volontà di aumentare massicciamente gli investimenti nella difesa. Il piano ReArm Europe è strutturato attorno a cinque punti chiave concepiti per mobilitare risorse sia pubbliche che private, con un potenziale stimato di sblocco di circa 800 miliardi di euro per la sicurezza europea.
Von der Leyen ha sottolineato l'urgenza di riarmare l'Europa, definendola una risposta a "un pericolo chiaro e presente" senza precedenti negli ultimi decenni.

## Obiettivi
L'iniziativa si articola in cinque punti:
1. Flessibilità fiscale - sospendere le norme di bilancio dell'UE per consentire agli Stati membri di aumentare la spesa per la difesa, sbloccando potenzialmente 650 miliardi di euro in quattro anni.
2. Prestiti per la difesa - offrire prestiti per 150 miliardi di euro per progetti di difesa congiunti, come sistemi di difesa aerea e missilistica .
3. Riorganizzazione del bilancio - riorientare i fondi UE esistenti, come i fondi di coesione, verso investimenti nella difesa.
4. Ruolo della Banca europea per gli investimenti (BEI) - revocare le restrizioni sui prestiti della BEI per sostenere le aziende del settore della difesa.
5. Unione del Risparmio - creare un meccanismo per mobilitare capitali privati per la difesa, stimolando gli investimenti nel settore.

Tutte queste misure mirano a rendere l'Europa più autosufficiente in materia di difesa, a sostenere militarmente l'Ucraina e a prepararsi a potenziali cambiamenti nelle relazioni transatlantiche, concentrandosi sull’approvvigionamento collettivo e sugli investimenti in tecnologie come i droni e l’artiglieria.